# Conger wilsoni
Conger wilsoni — риба родини конгерових (Congridae), що поширена біля берегів Австралії та східного узбережжя Нової Зеландії. Виростає до 1,0 м завдовжки.